# لويس-كونستنت فلمنج
لويس-كونستنت فلمنج هو سياسي فرنسي، ولد في 1 ديسمبر 1946 في سينت مارتن في مملكة هولندا. انتخب عضو مجلس الشيوخ الفرنسي ‏ وانتخب عضو مجلس جهوي ‏.